# Troglobochica
Genre
Troglobochica est un genre de pseudoscorpions de la famille des Bochicidae.

## Distribution
Les espèces de ce genre sont endémiques de Jamaïque. Elles se rencontrent dans des grottes.

## Liste des espèces
Selon Pseudoscorpions of the World (version 3.0) :
- Troglobochica jamaicensis Muchmore, 1984
- Troglobochica pecki Muchmore, 1984

## Publication originale
- Muchmore, 1984 : Troglobochica, a new genus from caves in Jamaica, and redescription of the genus Bochica Chamberlin (Pseudoscorpionida, Bochicidae). Journal of Arachnology, vol. 12, no 1, p. 61-68 (texte intégral).